# Desaparecida
Desaparecida va ser una sèrie de televisió espanyola produïda per Grup Ganga i emesa per la La 1 de Televisió Espanyola. Va constar d'una única temporada de tretze capítols, estrenats entre el 3 d'octubre de 2007 i el 30 de gener de 2008.
A l'Argentina, la sèrie va ser coneguda com a Bruno Sierra, el rostro de ley. Es va transmetre per Canal 7 i ha estat un dels programes més vistos del canal.
Coincidint amb l'emissió de l'últim capítol de la sèrie, es va anunciar l'estrena d'un seqüela titulada UCO i protagonitzada per dues dels personatges de la sèrie, el tinent Sierra (Miguel Ángel Solá) i la sergent Laura Andrún (Esther Ortega).
Cinc anys i mig després, La 1 va recuperar la sèrie per a la seva franja de sobretaula, començant la seva emissió el dilluns 1 d'abril de 2013 amb un capítol diari de dilluns a divendres a partir de les 16.30, ocupant així el buit que havien deixat les reposicions de Los misterios de Laura. La reposicions van obtenir una audiència mitjana del 7-8% amb una mica més de 900.000 espectadors. L'últim capítol, emès el dilluns 22 d'abril de 2013, va atreure l'atenció d'1.003.000 espectadors amb una quota del 8,2%. El buit que va deixar a la sobretaula de La 1 va ser ocupat per UCO, sèrie derivada de Desaparecida que l'any 2009 havia estat cancel·lada per baixa audiència.

## Argument
Patricia Marcos és una jove que viu al costat de la seva família a Blancaró, un poble fictici dels afores de Madrid. La nit en què compleix 18 anys, Patricia planeja sortir amb la seva cosina, Cris, a les festes del poble veí. Després de discutir amb la seva mare, Lola, sobre l'hora de retorn a casa, Patricia acaba aconseguint l'autorització del seu pare, Alfredo, per a allargar la tornada. No obstant això, la jove no torna mai a la seva casa, la qual cosa mobilitza a la seva família i a la Guàrdia Civil en la seva cerca en qualitat de persona desapareguda. A mesura que aquesta avanç sortiran a llum detalls desconeguts de Patricia i el seu entorn.

## Repartiment i personatges

### Principals
- Patricia Marcos Álvarez (Beatriz Ayuso). És la filla d'Alfredo i Lola, la mitjana de tres germans. Manté una tibant relació amb la seva mare, tot el contrari que amb el seu pare. Surt amb un company de classe, Rubén Atienza, encara que els seus pares ignoren aquesta relació. Patricia desapareix el mateix dia que compleix 18 anys.
- Alfredo Marcos (Carlos Hipólito). És el pare de Patricia, està casat amb Lola. Regenta un restaurant amb el seu germà Gerardo.
- Lola Álvarez (Luisa Martín). Està casada amb Alfredo, amb qui té tres fills. Viu una tibant relació amb la mitjana, Patricia, per les ànsies de llibertat d'aquesta.
- Diego Marcos Álvarez (Francesc Tormos). Fill d'Alfredo i Lola, germà gran de Patricia i Sonia. És un jove rebel, impulsiu i independent.
- Sonia Marcos Álvarez (Bàrbara Meier). Té set anys i és la menor dels fills d'Alfredo i Lola. Comparteix habitació amb la seva germana Patricia.
- Cristina Marcos  (Marina Salas). És la cosina de Patricia, a més del seu millor amiga i confident. Filla de Gerardo Marcos, la seva mare va morir quan era molt petita.
- Gerardo Marcos (Carlos Kaniowsky). L'oncle de Patricia és el germà gran d'Alfredo, amb qui regenta un bar. La seva dona va morir deu anys enrere, després d'una llarga malaltia. Des de llavors ha criat ell sol la seva filla Cristina.
- Rubén Atienza (Santi Marín). Company de classe de Patricia, amb la qual acabava d'iniciar una relació poc abans de la seva desaparició. Aquest fet el convertirà inicialment en un dels principals sospitosos.
- Tinent Bruno Sierra  (Miguel Ángel Solá). Pertany a la Unitat Central Operativa (UCO) de la Guàrdia Civil i té una llarga trajectòria professional. Serà el principal responsable de la recerca de la desaparició de Patricia. Està separat de la seva dona amb qui té dues filles: Blanca, 12 anys, i Milagros, 16 anys (els noms dels quals seran invertits).[4]
- Sergent Laura Andrún (Esther Ortega). Sergent de la Unitat Central Operativa (UCO) de la Guàrdia Civil i companya de Sierra des de fa anys.

### Secundaris
- Ricardo (Richi) (Alejandro Cano)
- Chete (Julio Cabañas)
- Vanesa (Inma Cuevas)
- Carla Tuñón  (María Ballesteros)
- César Román (Héctor Claramunt)
- Rosa  (Luisa Martínez)
- Blanca Sierra (Esmeralda Moya)
- Jesús Silva (Jacobo Dicenta)
- Eloy (Aníbal Soto)

## Crèdits
- Direcció: Carlos Sedes, Manuel Palacios, Jorge Sánchez Cabezudo i José María Caro
- Guió: Ramón Campos, Gema R. Neira, Eligio R. Montero, Allan Baker, Álvaro González-Aller, Deborah Rope, Luis Marías i Laura León.
- Edició de guions: Ramón Campos i Laura León
- Producció: Miguel Ángel Bernardeau i Ramón Campos
- Dirección de fotografia: Jacobo Martínez i Migue Amoedo
- Direcció artística: Gonzalo Gonzalo i Roberto Carvajal
- Dirección de producció: Miriam shuto
- Muntatge: José Ares, Joaquín Roca, Esperanza San Esteban i Nino Martínez Sosa
- Música original: Nani García

## Premis
- XVII Edició dels Premis de la Unió d'Actors
- Luisa Martín Premi a Millor actriu protagonista de televisió
- Carlos Hipólito i Miguel Ángel Solá, Premi ex aequo al Millor actor protagonista de televisió
- Carlos Kaniowsky nominat al premi a Millor actor secundari de televisió
- Luisa Martínez nominada al premi a Millor actriu de repartiment de televisió
- Jacobo Dicenta nominat al premi a Millor actor de repartiment de televisió
- Millor Actriu de Televisió al Festival de cinema i televisió d'Islantilla: Luisa Martín
- Esment d'Honor 2008 de la Fundació Guàrdia Civil[5]
- Seoul Drama Awards[6]
  - Grand Seoul Drama Award ((millor programa de totes les categories)
  - Millor Direcció de mini-sèries
- Festival Internacional de Nova York[7]
  - Medalla de plata en categoria minisèries
  - Medalla de bronze en categoria millors actors (Miguel Ángel Solá i Luisa Martín)